# مانوئل لنز
مانوئل لنز (انگلیسی: Manuel Lenz؛ زادهٔ ۲۳ اکتبر ۱۹۸۴) بازیکن فوتبال اهل آلمان است.
از باشگاه‌هایی که در آن بازی کرده‌است می‌توان به باشگاه فوتبال روت وایس اهلن و باشگاه فوتبال اوردینگن ۰۵ اشاره کرد.